# Zorzines japonica
Zorzines japonica là một loài bướm đêm trong họ Noctuidae.